# Rao
Rao és un cràter sobre la superfície del planeta nan Ceres, situat amb el sistema de coordenades planetocèntriques a 8.8 ° de latitud nord i 119.75 ° de longitud est. Fa un diàmetre de 12 km. El nom va ser fet oficial per la UAI el primer d'octubre del 2015 i fa referència a Rao, déu de la cúrcuma de la cultura polinèsia.